# Sonate K. 398
La sonate K. 398 (F.344/L.218) en ut majeur est une œuvre pour clavier du compositeur italien Domenico Scarlatti.

## Présentation
La sonate K. 398 en ut majeur, notée Andante, forme une paire avec la sonate suivante. L'ouverture est une pluie de do sur quatre octaves, comme des sol répondront au début de la première section, dans un jeu de rythme et de sonorité. Ensuite vient un mouvement typique de pastorale qui sera également présent dans la sonate K. 513.

## Manuscrits
Le manuscrit principal est le numéro 11 du volume IX (Ms. A. G. 31416) de Venise (1754), copié pour Maria Barbara ; les autres sont Parme XI 11 (Ms. 9780), Münster III 37 (Sant Hs 3966) et Vienne E 33 (VII 28011 E) et Q 15118 (no 3).

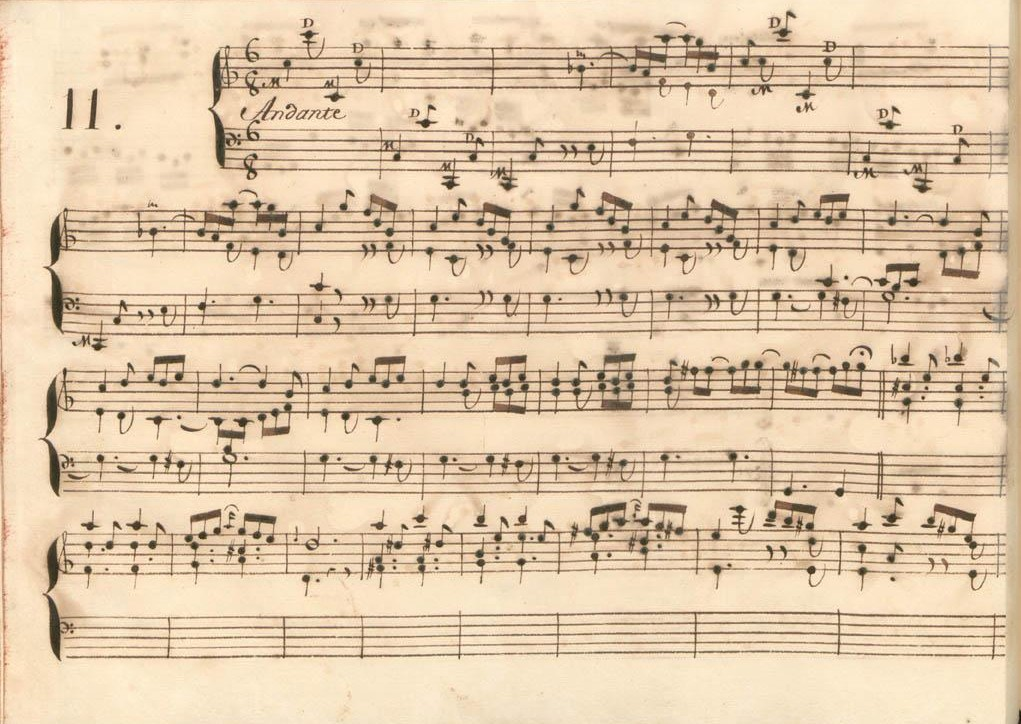
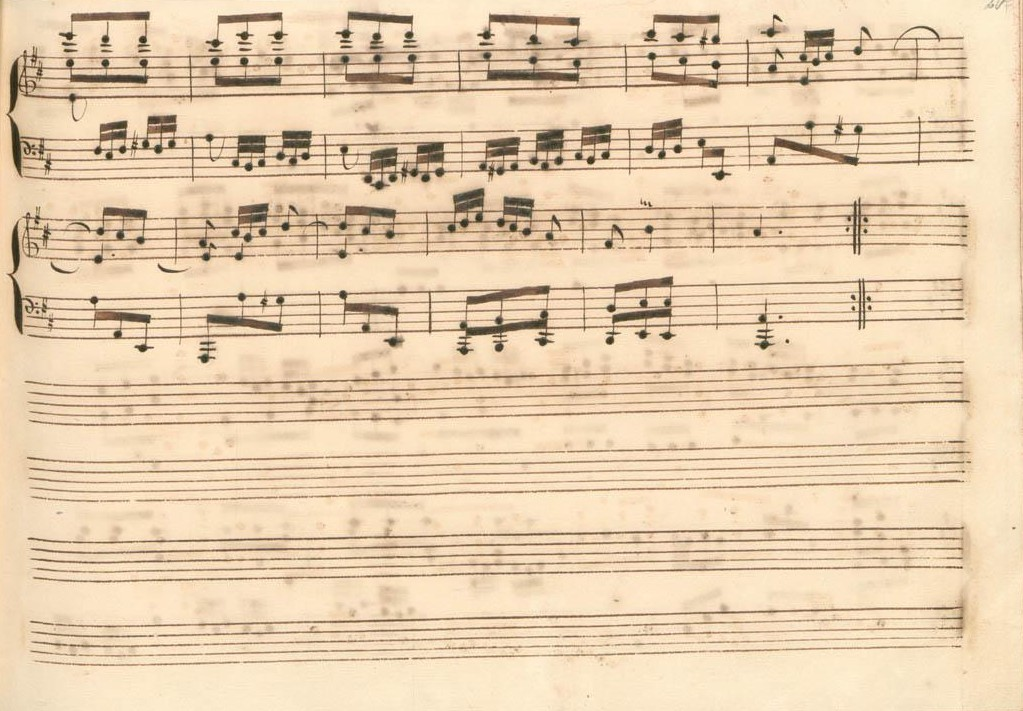

## Interprètes
La sonate K. 398 est défendue au piano, notamment par Francesco Nicolosi (2007, Naxos, vol. 9), Carlo Grante (2013, Music & Arts, vol. 4) ; au clavecin par Scott Ross (1985, Erato), Richard Lester (2004, Nimbus, vol. 4) et Pieter-Jan Belder (Brilliant Classics). Le duo Jan Sommer et Per Dybro Sørensen (2002, Tim) l'enregistrent à la guitare.

## Sources
: document utilisé comme source pour la rédaction de cet article.
- Ralph Kirkpatrick (trad. de l'anglais par Dennis Collins), Domenico Scarlatti, Paris, Lattès, coll. « Musique et Musiciens », 1982 (1re éd. 1953 (en)), 493 p. (ISBN 978-2-7096-0118-4, OCLC 954954205, BNF 34689181).
- Alain de Chambure, « Domenico Scarlatti : Intégrale des sonates — Scott Ross », Erato (2564-62092-2), 1985 (OCLC 891183737) .
- (en) W. Dean Sutcliffe, The Keyboard Sonatas of Domenico Scarlatti and Eighteenth-Century Musical Style, Cambridge / New York, Cambridge University Press, 2008, xi-400 (ISBN 978-0-521-07122-2, OCLC 1005658462).
- (es) Celestino Yáñez Navarro (thèse), Nuevas aportaciones para el estudio de las sonatas de Domenico Scarlatti. Los manuscritos del Archivo de Música de las Catedrales de Zaragoza, Université autonome de Barcelone, 2016 (lire en ligne)